# Leopardus (Heiliger)

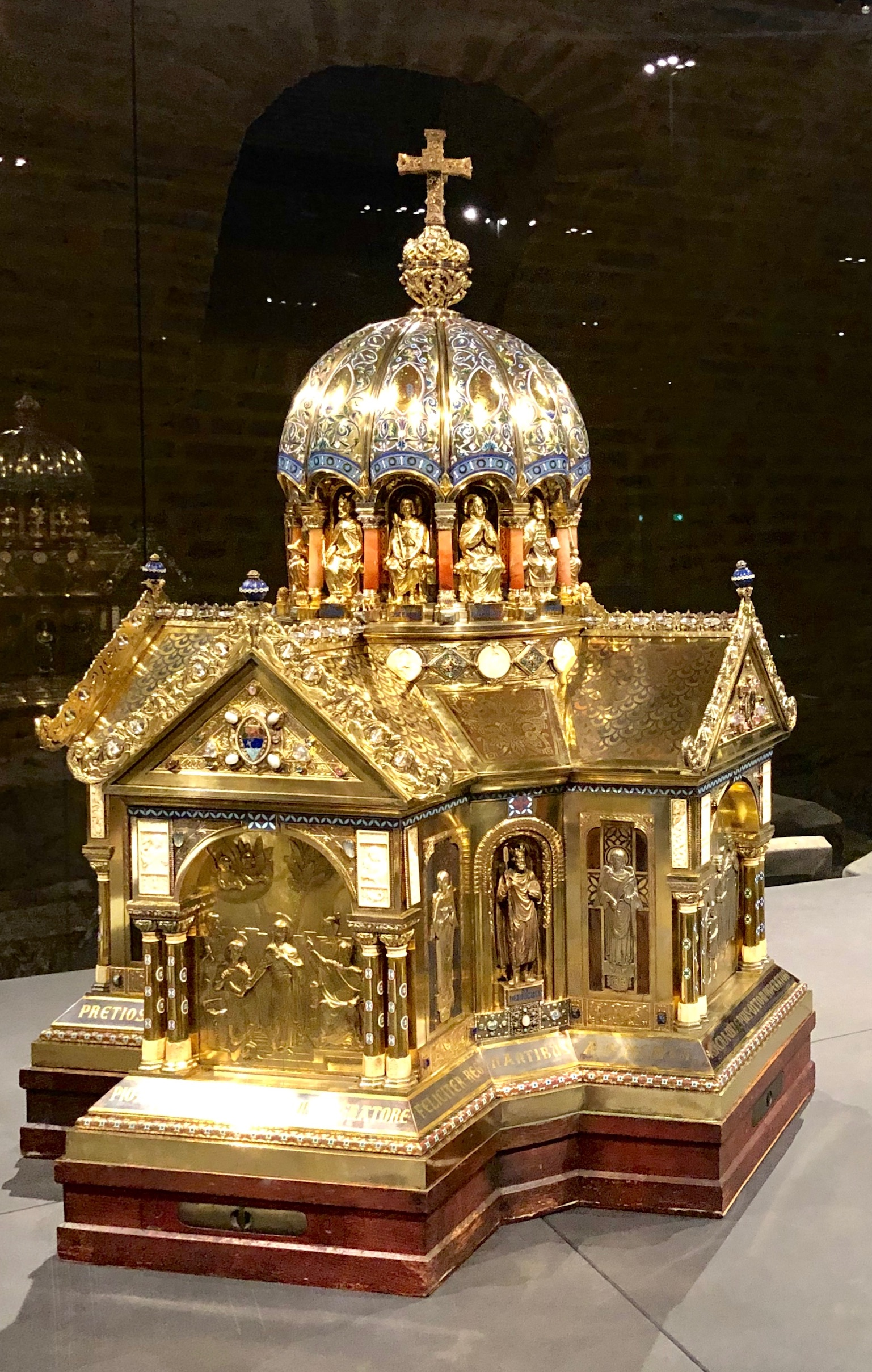
Corona-Leopardus-Schrein in der Aachener Domschatzkammer

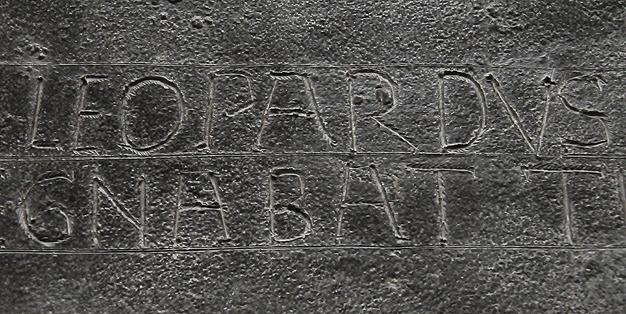
Inschrift (Detail) des Reliquienschreins des hl. Leopardus aus dem frühen 11. Jahrhundert

Leopardus (* 4. Jahrhundert; † um 362 in Rom) ist ein römischer Märtyrer und Heiliger der römisch-katholischen Kirche. Sein Gedenktag ist der 30. September.

## Legende
Leopardus wuchs zur Zeit des Kaisers Constantius II. auf, der sich wie schon sein Vater Konstantin der Große für die Christianisierung im Römischen Reich einsetzte. Geprägt durch seinen Lehrer Valentinus schloss sich auch Leopardus der christlichen Lehre an.
Der zwischenzeitlich zum Unterkaiser ernannte Julian, ein Vetter von Constantius II., wurde auf den jungen Leopardus aufmerksam, holte sich ihn als Hausgenossen in seinen Hofstab und beförderte ihn später zum Kämmerer. Nach dem Tod seines Onkels Constantius II. übernahm Julian die Macht im Reich. Als überzeugter Apostat versuchte er die Christen im Land zu bekämpfen, was auch der Christ Leopardus zu spüren bekam. Als dieser sich weigerte, bei einer als Kaiserkult zu betrachtenden Sitzung vor Kaiser Julian Weihrauch zu streuen und ihn wie einen Gott zu verehren, fiel er in Ungnade, wurde gegeißelt und schließlich vor den Toren der Stadt enthauptet.
Leopardus wurde von seinem Lehrer Valentinus zunächst in Otricoli bestattet. König Otto III. ließ mit dem Beginn seiner selbstständigen Regentschaft im Jahr 994 die Gebeine des Leopardus nach Aachen, dem damaligen Ort der Kaiserkrönungen, verlegen. Aufbewahrt werden sie in der Aachener Domschatzkammer zusammen mit den Reliquien der hl. Corona im Corona-Leopardus-Schrein, der 1911/1912 im Auftrag des Stiftspropstes Alfons Bellesheim von dem Aachener Stiftsgoldschmied Bernhard Witte neu angefertigt wurde. Er ersetzte damals zwei Bleisärge aus dem frühen 11. Jahrhundert. Auf diesen war einst eingraviert: CLAVDITVR HIC MAGNVS LEOPARDVS NOMINE CLARVS / CVIVS  IN OBSEQVIO REGNABAT TERTIVS OTTO – „Enthalten ist hierin Leopardus der Große, berühmten Namens, bei dessen Translation Otto III. regierte“.
Die Bollandisten sind bei ihrer Recherche der historischen Begebenheiten dagegen zu der Auffassung gelangt, dass Leopardus im Auftrag des Kaisers Julian von dessen Hausmacht gemartert wurde, da Julian sich während seiner Amtszeit meist im Orient aufhielt. Auch halten sie es für möglich, dass bereits Karl der Große die Gebeine von Leopardus nach Aachen überführen ließ, da dieser zusammen mit der hl. Corona als Konpatrone zur Weihe des Aachener Marienstiftes Ende des 8. Jahrhunderts benannt wurde, was darauf schließen lässt, dass die Heiligsprechung vor dem Jahr 800 erfolgt sein muss.
Er wird als Geköpfter dargestellt.